# Evaristo Pérez Torices
Evaristo Pérez Torices (Barruelo de Santullán, 25 settembre 1960) è un allenatore di pallacanestro spagnolo. È stato commissario tecnico della nazionale di pallacanestro della Spagna femminile.

## Carriera
È nato a Villabellaco, piccola località nella provincia di Palencia. Laureato in Educazione Fisica, ha iniziato ad allenare nei campionati locali a ventiquattro anni, con il C.D. Espada Tizona. Nel 1990 ha diretto le giovanili del Liceo Castilla e nel 1992 è tornato ai campionati giovanili, con il CB Alfa. Tra il 1993 e il 1995, è stato il secondo allenatore del Vekaventanas nella Liga EBA.
Nel 1997 viene contattato dal Liceo Castilla, che intanto aveva cambiato denominazione in C.D. Liceo Castilla Autocid Ford, con cui sale in quasi dieci anni dai campionati regionali di Seconda Divisione alla Liga Española de Baloncesto-2, terza divisione spagnola. Nel 2004 lascia l'Autorcid Ford per fare il viceallenatore della selezione della Castiglia e León.
Il suo ingresso nella pallacanestro femminile è del 2005, quando diventa assistente del capo allenatore dell'Arranz Jopisa Burgos. Nel 2006 diventa primo allenatore e vince la Coppa della Federazione di Castiglia e León. Il 15 marzo 2007 è stato nominato commissario tecnico della nazionale femminile, che ha condotto alla finale degli Europei in Italia.